# Shingo Ito
Shingo Ito (født 28. april 1979) er en tidligere japansk fodboldspiller.
Han har spillet for flere forskellige klubber i sin karriere, herunder Kawasaki Frontale og Montedio Yamagata.